# Quadrangle d'Imdr Regio
Le quadrangle d'Imdr Regio (littéralement :  quadrangle de la région d'Imdr), aussi identifié par le code USGS V-51, est une région cartographique en quadrangle sur Vénus. Elle est définie par des latitudes comprises entre 25° et 50° S et des longitudes comprises entre 210° et 240° E,. Il tire son nom de la région d'Imdr.